# 新加坡—荷蘭關係
新加坡－荷蘭關係，是指歷史上的新加坡和荷蘭，以至現在新加坡共和國與荷蘭王國之間的雙邊關係。新加坡與荷蘭自19世紀起便有交往，荷蘭亦在新加坡獨立後4個月與新加坡建交，成為首批與新加坡建交的歐洲國家。兩國關係呈良好狀態，並在國防、水利和全球暖化方面有所合作。

## 歷史
新加坡和荷蘭自19世紀開始便有商貿往來。1819年，時任英屬明古連副總督史丹福·萊佛士在新加坡建立殖民地，導致荷蘭不滿，認為新加坡屬於荷蘭勢力範圍，要求英國撤出並撤換萊佛士。英國決定不撤出新加坡，並與荷蘭簽訂《1824年英荷條約》，在條約中荷蘭承認英國對新加坡的佔領。
1961年，新加坡自治邦政府委任荷蘭經濟學家阿爾伯特·魏森梅斯擔任新加坡首席经济顾问，直至新加坡獨立後的1984年離任。1965年8月9日，新加坡因被馬來西亞逐出而宣告獨立，荷蘭在同年12月7日與新加坡建交，成為首批與新加坡建立外交關係的歐洲國家。
自新加坡和荷蘭建交以來，兩國發展出優秀的雙邊關係。2013年1月23日至25日，時任荷蘭女王贝娅特丽克丝女王訪問新加坡，並與時任新加坡總統陳慶炎和時任新加坡總理李顯龍會面。陳慶炎總統在歡迎國宴上表示：「荷蘭不單是新加坡首批朋友之一，亦是最坚定的朋友之一。今天，這段友誼繼續基於小、外向型和前瞻性的国家的共同利益承受和繁荣。」兩國亦討論兩國扩大合作的方式。荷蘭亦保證就《新加坡－歐盟自由貿易協定》提供有力支持。

## 經貿關係
2015年，荷蘭是新加坡在歐盟最重要的貿易夥伴，亦有荷蘭公司在新加坡設立辦事處。2009年，荷蘭是新加坡第二大投資國，在新加坡投資超過500億新加坡元。新加坡亦在荷蘭投資達31億新加坡元。
2012年，新加坡對荷蘭本土出口額為46.8億美元，而荷蘭本土對新加坡出口額為65.9億美元。其中新加坡主要向荷蘭本土出口化工產品、機械、精煉石油等。而荷蘭本土主要向新加坡出口的商品中，精煉石油佔出口貨品超過六成，另有機械等貨品出口。

## 軍事關係
新加坡武裝部隊和荷蘭軍隊透過軍事課程、訪問及專業交流進行互動。
2007年1月16日至1月18日，荷蘭皇家海軍司令揚·威廉·凱爾德中将訪問新加坡，與時任新加坡國防部部長張志賢會晤，並參觀了樟宜海軍基地。

## 外部連結
- 荷蘭駐新加坡大使館